# Yelicones
Yelicones är ett släkte av steklar. Yelicones ingår i familjen bracksteklar.

## Dottertaxa tillYelicones, i alfabetisk ordning[1]
- Yelicones affinis
- Yelicones africanus
- Yelicones anchanae
- Yelicones anitae
- Yelicones arizonus
- Yelicones artitus
- Yelicones ateronotus
- Yelicones barroci
- Yelicones bello
- Yelicones belokobylskiji
- Yelicones belshawi
- Yelicones bentoni
- Yelicones bicoloripes
- Yelicones boliviensis
- Yelicones braziliensis
- Yelicones buloloensis
- Yelicones butcheri
- Yelicones cameroni
- Yelicones canalensis
- Yelicones cardaleae
- Yelicones colombiensis
- Yelicones concavus
- Yelicones confusus
- Yelicones contractus
- Yelicones cooki
- Yelicones crassicornis
- Yelicones crassipes
- Yelicones crassitarsis
- Yelicones crica
- Yelicones crurobicolor
- Yelicones delicatus
- Yelicones desertus
- Yelicones diasus
- Yelicones divaricatus
- Yelicones doyeni
- Yelicones elegans
- Yelicones fijiensis
- Yelicones fisheri
- Yelicones fittoni
- Yelicones flavus
- Yelicones gavinbroadi
- Yelicones geminus
- Yelicones gessi
- Yelicones girardozae
- Yelicones glabromaculatus
- Yelicones gracilus
- Yelicones hansoni
- Yelicones howdeni
- Yelicones huggerti
- Yelicones infuriatus
- Yelicones iranus
- Yelicones joaquimi
- Yelicones kibaleiensis
- Yelicones koreanus
- Yelicones kraaijeveldi
- Yelicones levelus
- Yelicones longiantennatus
- Yelicones longigena
- Yelicones longivena
- Yelicones longulus
- Yelicones luridus
- Yelicones luteus
- Yelicones maculatus
- Yelicones magnus
- Yelicones manzarii
- Yelicones marutus
- Yelicones mayi
- Yelicones medius
- Yelicones melanocephalus
- Yelicones minutus
- Yelicones napo
- Yelicones natsanae
- Yelicones naumanni
- Yelicones nigridorsum
- Yelicones nigrigaster
- Yelicones nigroantennatus
- Yelicones nigrocaputus
- Yelicones nigromaculatus
- Yelicones nigromarginatus
- Yelicones nipponensis
- Yelicones ormei
- Yelicones panameus
- Yelicones pappi
- Yelicones paradoxus
- Yelicones paso
- Yelicones pennapallidus
- Yelicones pennapunctum
- Yelicones pennatrum
- Yelicones pennoexemplarus
- Yelicones peruensis
- Yelicones pilops
- Yelicones plaumanni
- Yelicones plenus
- Yelicones pocsi
- Yelicones polaszeki
- Yelicones publicus
- Yelicones pulawskii
- Yelicones pulcherus
- Yelicones quarterus
- Yelicones ramosi
- Yelicones sangvornae
- Yelicones satoshii
- Yelicones scutellaris
- Yelicones setosus
- Yelicones shawi
- Yelicones siamensis
- Yelicones spectabilis
- Yelicones spurcus
- Yelicones sumatranus
- Yelicones surinamensis
- Yelicones tavaresi
- Yelicones theinsrii
- Yelicones tricolor
- Yelicones usae
- Yelicones usanae
- Yelicones variegatus
- Yelicones vespapulcher
- Yelicones vestigium
- Yelicones vilawanae
- Yelicones violaceipennis
- Yelicones vojnitsi
- Yelicones woldai
- Yelicones wui
- Yelicones vulgaris
- Yelicones zaldivari
- Yelicones zitanae